# Джош Шапіро
Джошуа Девід Шапіро (англ. Joshua David Shapiro; нар. 20 червня 1973) — американський політик і адвокат, 48-й губернатор Пенсільванії з 2023 року. Член Демократичної партії, він обіймав посаду 50-го генерального прокурора Пенсільванії з 2017 по 2023 рік.
Виріс в окрузі Монтгомері, Шапіро вивчав політологію в Рочестерському університеті та отримав ступінь доктора права в Джорджтаунському університеті. У 2004 році він був обраний до Палати представників Пенсільванії, перемігши колишнього представника Республіканської партії США Джона Д. Фокса. 153 округ представляв з 2005 по 2012 рік.
У 2011 році Шапіро було обрано до Ради комісарів округу Монтгомері, що стало першим випадком, коли республіканці втратили контроль над округом Монтгомері. Працюючи в правлінні з 2011 по 2017 рік, він обіймав посаду голови, а в 2015 році губернатор Том Вольф також призначив його головою Пенсільванської комісії зі злочинності та правопорушень.
У 2016 році балотувався на посаду генерального прокурора Пенсільванії, перемігши республіканця Джона Рафферті-молодшого, і був переобраний у 2020 році.
У 2021 році Шапіро оголосив про свою кандидатуру в губернатори Пенсільванії на виборах 2022 року. Він пройшов без конкурентів на праймеріз від Демократичної партії та переміг кандидата від Республіканської партії Дага Мастріано на загальних виборах із перевагою в 14,8 %.